# Tomás Alfaro Calatrava
Pour les articles homonymes, voir Alfaro et Calatrava.
Tomas Alfaro Calatrava est l'une des deux divisions territoriales et statistiques dont l'unique paroisse civile de la municipalité de Sir Arthur Mc Gregor dans l'État d'Anzoátegui au Venezuela. Sa capitale est José Gregorio Monagas.

## Géographie

### Démographie
Hormis sa capitale José Gregorio Monagas, la paroisse civile possède plusieurs localités, dont :
- José Gregorio Monagas
- La Ceiba
- La Fragua (partagé avec Capitale Sir Arthur Mc Gregor)
- La Paulinera